# Швиданенко Генефа Олександрівна
Швиданенко Генефа Олександрівна — українська економістка. Кандидат економічних наук, професор кафедри економіки підприємств ДВНЗ КНЕУ імені Вадима Гетьмана, членкиня експертної ради Державної акредитаційної  комісії з економіки Міністерства освіти і науки України, авторка і співавторка близько 170 робіт.

## Біографія
У 1962 р. закінчила Московський інженерно-економічний інститут за спеціальністю «Економіка та організація повітряного транспорту».
У 1966 р. вступила до аспірантури (з відривом від виробництва) Київського інституту народного господарства. 
У 1969 р. захистила кандидатську дисертацію на тему «Шляхи підвищення ефективності використання основних фондів підприємства». На викладацькій роботі в КНЕУ працює з 1969 р., із 1994 р. обіймає посаду завідувача кафедри економіки підприємств.

## Нагороди
У 1999 р. Г. О. Швиданенко було надано почесне звання «Заслужений працівник освіти України», а у 2006 р. нагороджено орденом княгині Ольги ІІІ ступеня. У 2013 р. отримала «Диплом Мислителя» І ступеня (національна та європейсько-азіатська першість) від Міжнародної академії наук і вищої освіти МАНВО (Лондон, Велика Британія).

## Наукова діяльність
Швиданенко Г.О. нині входить до експертної ради Державної акредитаційної  комісії з економіки Міністерства освіти і науки України; керівником магістерської програми «Менеджмент підприємницької діяльності». Є авторкою і співавторкою близько 170 наукових і навчально-методичних праць, зокрема дев’яти монографій, 23 підручників і навчальних посібників із грифом МОН України. Під її науковим керівництвом захищено 31 кандидатську дисертацію.
- Економіка підприємства: навч.-метод. посібник для самост. вивч. дисц. / Г. О. Швиданенко та ін. – К. : КНЕУ, 2000. – 248 с.
- Сучасна технологія діагностики фінансово-економічної діяльності підприємства: монографія / Г. О. Швиданенко, О. І. Олексюк. – К. : КНЕУ, 2002. – 192 с.
- Економіка та організація інноваційної діяльності: навч.-метод. посіб. для самост. вивч. дисципліни / І. А. Павленко, Н. П. Гончарова, Г. О. Швиданенко ; Київ. нац. екон. ун-т. – К., 2001. – 150 с.
- Управління капіталом підприємства: навч. посібник / Г. О. Швиданенко, Н. В. Шевчук ; М-во освіти і науки України, Держ. вищ. навч. заклад «Київ. нац. екон. ун-т ім. Вадима Гетьмана». – К. : КНЕУ, 2007. – 436 с.
- Бізнес-план: технологія розробки та обгрунтування: навч. посібник / С.Ф. Покропивний,С. М. Соболь, Г.О. Швиданенко ; Київ.нац. екон. ун-т. – К. : КНЕУ, 1999. – 208 с.
- Бізнес-діагностика підприємства/ Г. О. Швиданенко, А. І. Дмитренко, О. І. Олексюк ; М-во освіти і науки України, ДВНЗ «Київ. нац. екон. ун-т ім. Вадима Гетьмана». – К., 2008. – 340 с.